# 1912
| 1912                                                                     |
| ------------------------------------------------------------------------ |
| Dødsfald - Fødsler                                                       |
| • Begivenheder • Film • Litteratur • Musik • Politik • Sport • Videnskab |

| Gregoriansk kalender | 1912 MCMXII             |
| Ab urbe condita      | 2665                    |
| Armensk kalender     | 1361 ԹՎ ՌՅԿԱ            |
| Kinesiske kalender   | 4608 – 4609 辛亥 – 壬子 |
| Etiopisk kalender    | 1904 – 1905             |
| Jødisk kalender      | 5672 – 5673             |
| Hindukalendere       |                         |
| - Vikram Samvat      | 1967 – 1968             |
| - Shaka Samvat       | 1834 – 1835             |
| - Kali Yuga          | 5013 – 5014             |
| Iransk kalender      | 1290 – 1291             |
| Islamisk kalender    | 1330 – 1331             |

Konge i Danmark: Frederik 8. 1906-1912 og Christian 10. 1912-1947
Se også 1912 (tal)

## Begivenheder

### Januar
- 1. januar - Dr. Sun Yat Sen danner Republikken Kina
- 6. januar – New Mexico bliver optaget som USA's 47. stat
- 8. januar - African National Congress stiftes
- 9. januar- US Marines invaderer Honduras
- 15. januar – Tyskland afholder det 13. og sidste parlamentsvalg i Det Tyske Kejserrige
- 15. januar – for første gang bliver der anvendt propagandablade. De bliver kastet ud fra et italiensk fly under den italiensk-tyrkiske krig. De tilbød en guldmønt og en sæk korn til hver araber i Libyen, som ville overgive sig
- 17. januar - Robert Falcon Scott når med sin ekspedition frem til Sydpolen som den anden person, men må erkende at Roald Amundsens ekspedition var nået frem en måned forinden
- 31. januar - dieselmotorskibet M/S Selandia bliver søsat fra B&W i København

### Februar
- 4. februar - De danske Sukkerfabrikker (Helsingørsgades Sukkerhus) brænder
- 8. februar-12. februar – Englands krigsminister Lord Haldane på resultatløs afspændingsmission i Berlin.
- 12. februar – Manchu-slægten giver afkald på kejsermagten i Kina og en provisorisk republik dannes under Sun Yat-sen. Den sidste kejser Pu Yi, som ender sit liv som gartner, dør i 1967.
- 14. februar – Arizona bliver optaget som USA's 48. stat.
- 17. februar – Pressefotografforbundet, verdens ældste forbund for pressefotografer og fotojournalister, stiftes i København.
- 22. februar – Selandia, verdens første dieseldrevne skib bliver taget i brug.

### Marts
- 12. marts - Kaptajn Albert Berry udfører første faldskærmsudspring fra en flyvemaskine
- 12. marts - Pigespejderbevægelsen grundlægges i USA af Juliette Gordon Low
- 29. marts – Sidste dagbogsnotat fra Robert Falcon Scott der dør på tilbageturen fra Sydpolen.

### April
- 10. april - RMS Titanic forlader Southampton på sin jomfrurejse, som ender i et tragisk skibsforlis
- 15. april – det "synkefri" Titanic forliser i Nordatlanten og tager 1503 liv med sig
- 16. april - den amerikanske pilot Harriet Quimby bliver den første kvinde, der flyver over kanalen
- 22. april - Pravda udkommer for første gang i Sankt Petersborg. Det skal blive det Sovjetunionens kommunistiske partis officielle organ.

### Maj
- 5. maj-27. juli – De Olympiske lege afholdes i Stockholm
- Forsiden på det første nummer af Pravda, 5. maj 19125. maj - Pravda, Sovjetunionens kommunistiske partis dagblad, begynder at udkomme
- 14. maj – Kong Frederik 8. af Danmark dør. Christian 10. overtager tronen.

### Juni
- 6. juni – vulkanen Novarupta i Alaska går i udbrud
- 8. juni - amerikaneren Marcus Wright springer som den første i verden over 4 meter i stangspring. Rekorden lyder nu på 4,02 m.
- 8, juni - for første gang i Danmarks historie indføres skat på øl, vin og spiritus
- 16. juni - Hærens Flyvertropper oprettes; i 1950 slås de sammen med Marinens Flyvevæsen og danner Flyvevåbnet

### Juli
- 4. juli – Rebildfesten afholdes for første gang i Rebild.

### August
- 4. august – USA besætter Nicaragua
- 5. august - den første Rebildfest bliver afholdt (først senere bliver 4. juli fast dato for festen)

### September
- 23. september - den første udgave af Mack Sennets Keystone Cops film Cohen Collects a Debt udkommer.
- 28. september – Jacob Ellehammer løftes for første gang fra jorden af sin selvkonstruerede helikopter.

### Oktober
- 8. oktober – 1. Balkankrig bryder ud
- 14. oktober - mordforsøg på Theodore Roosevelt af en mentalt forstyrret mand ved navn Schranke. Roosevelt reddes af en tyk frakke og nogle dokumenter, som han bærer i sin inderlomme
- 18. oktober – Italien og Det Osmanniske Rige underskriver en fredstraktat i Ouchy som afslutning på Den italiensk-tyrkiske krig
- 19. oktober - Italien erobrer Tripoli i Libyen fra det Osmanniske Rige

### November
- 12. november – et eftersøgningshold finder resterne af den engelske opdagelsesrejsende Robert Falcon Scott og hans ledsagere på den ulyksalige ekspedition til Sydpolen.
- 28. november - Albanien erklærer sig uafhængig af det Osmanniske Rige

### December
- 3. december - Bulgarien, Grækenland, Montenegro og Serbien underskriver en våbenhvileaftale med Tyrkiet, hvilket markerer afslutningen på den første Balkankrig

### Udateret
- Den første danske udlandskirke, Christianskirken stiftes i Berlin, Tyskland
- Det første julemærkehjem blev oprettet.
- Casimir Funk formulerer for første gang begrebet vitamin.

## Født

### Januar
- 1. januar – Kim Philby, britisk spion (død 1988).
- 8. januar – Lawrence E. Walsh, amerikansk advokat (død 2014).
- 10. januar – Ewald Epe, dansk revytekstforfatter (død 1985).
- 15. januar – Elias Bredsdorff, forfatter og litteraturhistoriker (død 2002).
- 15. januar – Lavard Friisholm, dansk violinist og dirigent (død 1999).
- 27. januar – Arne Næss, norsk filosof (død 2009).
- 27. januar – Francis Rogallo, amerikansk aeronautiske ingeniør (død 2009).
- 30. januar – Finn Juhl, dansk arkitekt og møbeldesigner (død 1989).

### Februar
- 2. februar – Millvina Dean, Titanics sidste overlever (død 2009).
- 4. februar – Byron Nelson, amerikansk golfspiller (død 2006).
- 7. februar – Roberta Wright McCain, mor til John McCain (død 2020).
- 18. februar – Gustaf Munch-Petersen, dansk forfatter (død 1938).
- 25. februar – Émile Allais, fransk skiløber (død 2012).
- 28. februar – Prins Bertil af Sverige (død 1997).

### Marts
- 1. marts – Boris Chertok, russisk raketkonstruktør (død 2011).
- 8. marts – Elisabeth Bomhoff, dansk modstandskvinde (død 2014).
- 12. marts − Sixten Sason, svensk industridesigner (død 1967).
- 14. marts – Johan Jacobsen, dansk filminstruktør (død 1972).
- 14. marts – Willard Wirtz, amerikansk politiker og juraprofessor (død 2010).
- 16. marts – Pat Nixon, amerikansk præsidentfrue (død 1993).
- 18. marts – Børge Outze, dansk journalist og chefredaktør (død 1980).
- 22. marts – Karl Malden, amerikansk skuespiller (død 2009).
- 24. marts – Dorothy Height, afroamerikansk borgerrettighedsaktivist (død 2010).
- 27. marts – James Callaghan, britisk politiker (død 2005).
- 30. marts – Knud Rex, dansk skuespiller (død 1968).

### April
- 3. april – Kjeld Philip, dansk politiker (død 1989).
- 8. april – Sonja Henie, norsk skøjteløber og skuespiller (død 1969).
- 15. april – Kim Il-Sung, Nordkoreas ministerpræsident og diktator (død 1994).
- 17. april – Marta Eggerth, amerikansk skuespillerinde (død 2013).
- 18. april – Troels Fink, dansk historiker (død 1999).
- 19. april – Glenn T. Seaborg, amerikansk kemiker og nobelprismodtager (død 1999).
- 22. april – Kaneto Shindō, japansk filminstruktør (død 2012).
- 27. april – Arveprinsesse Caroline-Mathilde, dansk arveprinsesse (død 1995).
- 27. april – Zohra Segal, indisk skuespillerinde (død 2014).

### Maj
- 13. maj – Gil Evans, canadisk musiker (død 1988).
- 16. maj – Studs Terkel, amerikansk forfatter og radiovært (død 2008).
- 22. maj – Herbert C. Brown, engelsk kemiker (død 2004).
- 28. maj – Patrick White, australsk forfatter (død 1990).
- 30. maj – Joseph Stein, amerikansk manuskriptforfatter (død 2010).
- 30. maj – Julius Axelrod, amerikansk biokemiker (død 2004).

### Juni
- 4. juni – Robert Jacobsen, dansk kunstner (død 1993).
- 7. juni – Inger Stender, dansk skuespiller (død 1989).
- 18. juni – Edith Oldrup, dansk operasangerinde (død 1999).
- 23. juni - Alan Turing, britisk matematiker (død 1954).
- 28. juni – Sergiu Celebidache, rumænsk dirigent (død 1996).
- 28. juni – Carl Friedrich von Weizsäcker, tysk fysiker og filosof (død 2007).

### Juli
- 17. juli – Art Linkletter, amerikansk skuespiller og komiker (død 2010).
- 19. juli – Peter Leo Gerety, amerikansk ærkebiskop (død 2016).
- 31. juli – Milton Friedman, amerikansk økonom og Nobelprismodtager (død 2006).

### August
- 2. august – Palle Huld, dansk skuespiller (død 2010).
- 10. august – Ulrika Marseen, dansk billedhugger (død 2007).
- 10. august – Jorge Amado, brasiliansk forfatter (død 2001).
- 12. august – Norman Braun, tysk arkitekt (død 1986).
- 13. august – Ben Hogan, amerikansk golfspiller (død 1997).
- 16. august – Ted Drake, engelsk fodboldspiller (død 1995).
- 16. august – Christian Poulsen, dansk skakstormester (død 1981).
- 23. august – Gene Kelly, amerikansk skuespiller (død 1996).
- 30. august – Nancy Wake, australsk frihedskæmper fra anden verdenskrig. (død 2011).

### September
- 10. september – Herluf Bidstrup, dansk tegner (død 1988).
- 12. september – Tutta Rosenberg, dansk societykvinde (død 1986).
- 16. september – Sven Havsteen-Mikkelsen, dansk maler (død 1999).
- 17. september – Irena Kwiatkowska, polsk skuespillerinde (død 2011).

### Oktober
- 1. oktober – Anders Andersen, dansk politiker (død 2006).
- 1. oktober – Kathleen Ollerenshaw, britisk matematiker (død 2014).
- 6. oktober – Inge Hvid-Møller, dansk skuespiller (død 1970).
- 7. oktober – Fernando Belaúnde Terry, tidligere præsident i Peru (død 2002).
- 16. oktober – Clifford Hansen, amerikansk politiker (død 2009).
- 20. oktober – Bitten Clausen, enke efter Mads Clausen (død 2016).
- 22. oktober – Peer Guldbrandsen, dansk (manuskript)forfatter og instruktør (død 1996).
- 23. oktober – Helle Gotved, dansk gymnastikpædagog (død 2006).
- 31. oktober - Jef Blume, dansk lærer (død 1996).

### November
- 8. november – June Havoc, amerikansk skuespillerinde (død 2010).
- 19. november – George E. Palade, rumænsk cytolog (død 2008).
- 20. november – Otto von Habsburg, østrigsk-født tysk royal. (død 2011).
- 26. november – Eugène Ionesco, rumænskfødt skuespilforfatter (død 1994).

### December
- 11. december – Carlo Ponti, italiensk filmproducent (død 2007).
- 17. december – Edward Short, britisk politiker (død 2012).

## Dødsfald
- 29. januar – Herman Bang, dansk forfatter (født 1857).
- 1. marts – Ludvig Holstein-Ledreborg, dansk politiker og lensgreve (født 1839).
- 14. april – John Jacob Astor, verdens, på det tidspunkt, rigeste mand (født 1864).
- 14. maj – Frederik 8., dansk konge (født 1843).
- 14. maj – August Strindberg, svensk forfatter (født 1849).

## Nobelprisen
- Fysik – Nils Gustaf Dalén
- Kemi – Victor Grignard, Paul Sabatier
- Medicin – Alexis Carrel
- Litteratur – Gerhart Hauptmann
- Fred – Elihu Root (USA).

## Sport
- 5. maj-22. juli - OL afholdes i Stockholm i Sverige
- 30. juni - det danske herrelandshold i fodbold, vinder 7-0 over Norge i Råsunda, Stockholm[1]
- 1. juni - det internationale fodboldforbund FIFA bestemmer, at målmanden kun inden for straffesparksområdet må tage bolden op med hænderne
- 2. juli - det danske herrelandshold i fodbold vinder 4-1 over Holland i Stockholms Stadion[2]
- 4. juli - det danske herrelandshold i fodbold taber 2-4 til Storbritannien i Stockholms Stadion[3]
- 6. oktober - det danske herrelandshold i fodbold vinder 3-1 over Tyskland i Københavns Idrætspark[4]

## Musik
- 28. februar – Uropførelse af Carl Nielsens 3. symfoni Sinfonia Espansiva med Det Kongelige Kapel under komponistens ledelse.

## Film
- Vampyrdanserinden – af instruktør August Blom

## Billedkunst

### I Danmark
- Edvard Weie, Mindet. Christiansø
- Anna Ancher
- Harald Giersing
- Johan Rohde.